# 威廉斯角

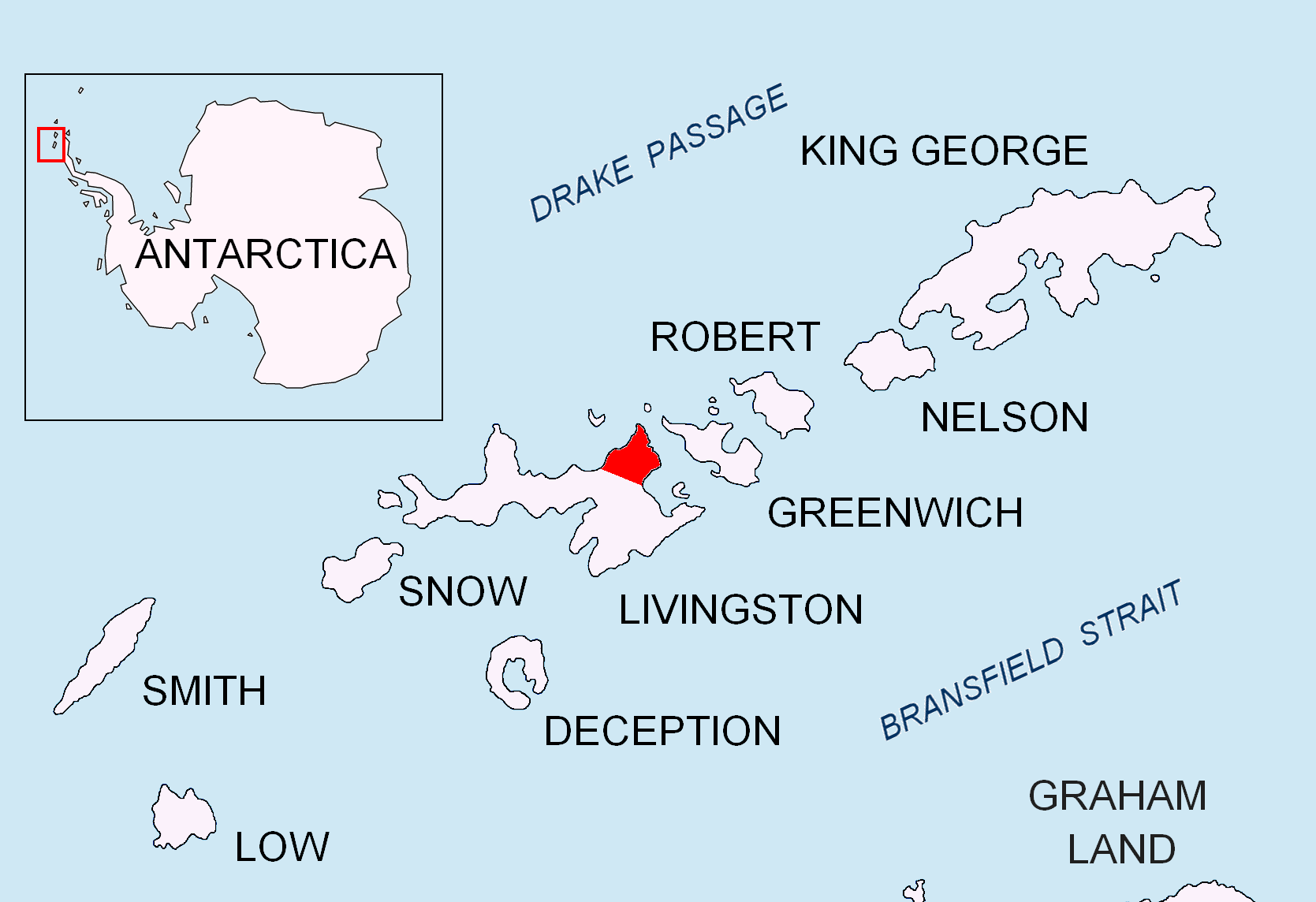

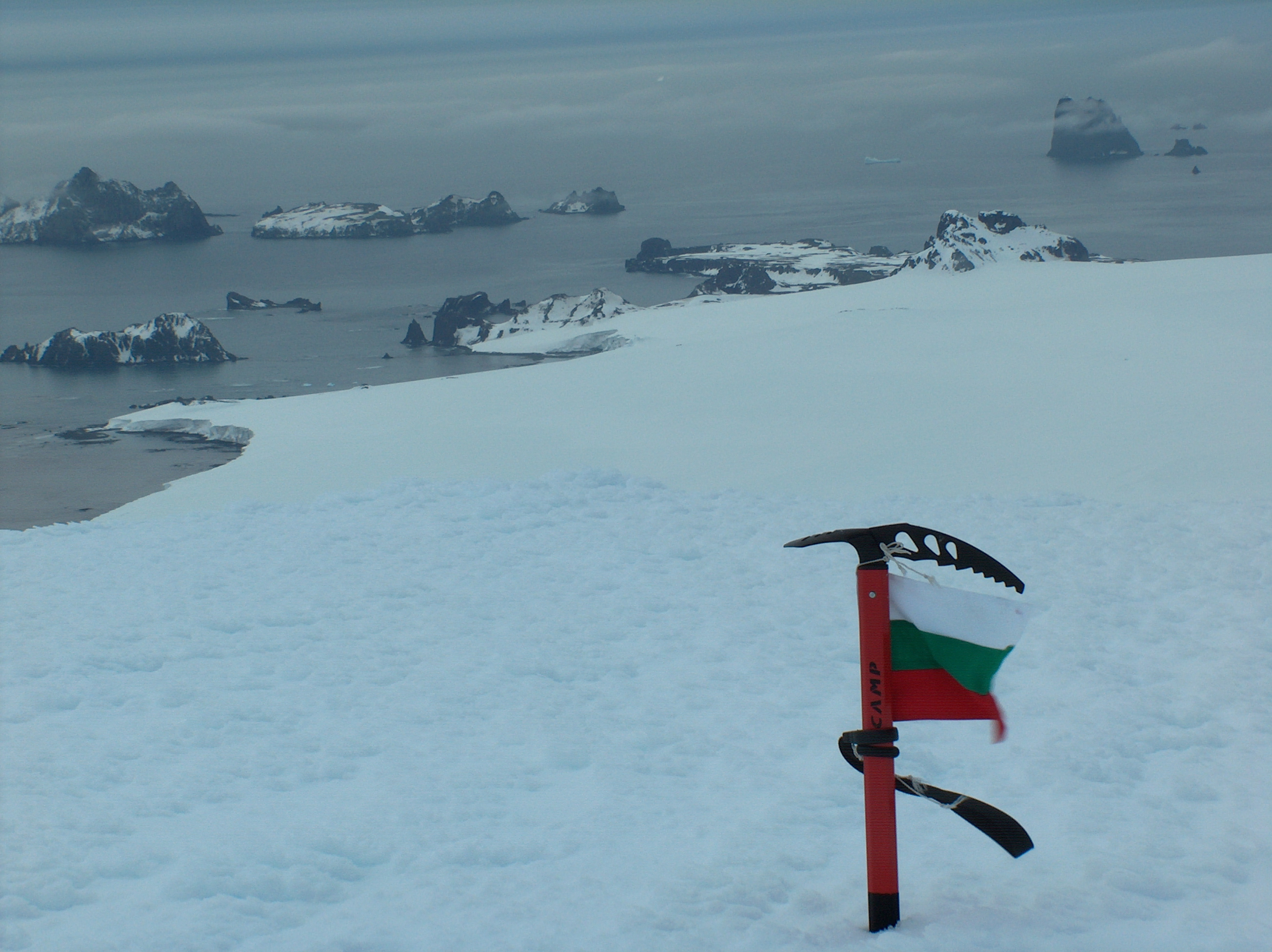

威廉斯角（英語：Williams Point）是南極洲的海岬，位於南設得蘭群島中利文斯頓島的瓦爾納半島北端，處於杜夫角以西5.5公里，現時由南極條約體系管理。

## 外部連結
- SCAR Composite Antarctic Gazetteer（页面存档备份，存于）.